# Acanthoplesiops indicus
Acanthoplesiops indicus är en fiskart som först beskrevs av Day, 1888.  Acanthoplesiops indicus ingår i släktet Acanthoplesiops och familjen Plesiopidae. Inga underarter finns listade i Catalogue of Life.